# سفيبودزين
سفيبودزين هي بلدة تقع في غرب بولندا،يبلغ عدد سكانها 21،736 نسمة.